# Min és Bill
A Min és Bill (Min and Bill) egy 1930-as amerikai vígjáték George W. Hill rendezésében. Marie Dressler e filmben nyújtott alakításának köszönhetően nyerte meg az Oscar-díjat legjobb női főszereplő kategóriában.
A történet középpontjában egy rakparti fogadósnő, Min áll, aki a fogadott lánya, Nancy ártatlanságát próbálja megóvni, miközben a maga kis harcait is meg kell vívnia az iszákos halász Bill-lel, aki szintén a fogadóban lakik.
A film hatalmas siker volt, és a főszereplő páros népszerűsége is nagyot nőtt. Marie Dressler 62 évesen nyerte el az Oscar-díjat. Wallace Beery pedig a '30-as évek elejének legjobban fizetett színészévé vált a Metro-Goldwyn-Mayernél, egészen Clark Gable berobbanásáig. 1932-ben egy olyan záradék került bele Beery szerződésébe, hogy éves szinten egy dollárral többet kelljen, hogy keressen, mint a stúdió legjobban kereső színésze.

## Szereposztás

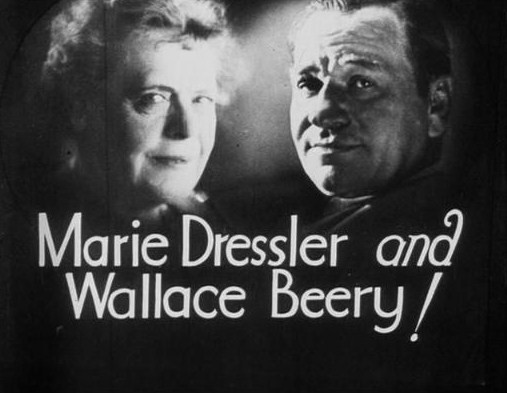

| Színész          | Karakter      |
| ---------------- | ------------- |
| Marie Dressler   | Min Divot     |
| Wallace Beery    | Bill          |
| Dorothy Jordan   | Nancy Smith   |
| Marjorie Rambeau | Bella Pringle |
| Donald Dillaway  | Dick Cameron  |
| DeWitt Jennings  | Mr. Groot     |
| Russell Hopton   | Alec Johnson  |
| Frank McGlynn    | Mr. Southard  |
| Gretta Gould     | Mrs. Southard |

## Fordítás
Ez a szócikk részben vagy egészben  a   Min_and_Bill című angol Wikipédia-szócikk fordításán alapul.  Az eredeti cikk szerkesztőit annak laptörténete sorolja fel. Ez a jelzés csupán a megfogalmazás eredetét és a szerzői jogokat jelzi, nem szolgál a cikkben szereplő információk forrásmegjelöléseként.